# Государственный институт искусств Узбекистана
Госуда́рственный институ́т иску́сств и культуры Узбекиста́на имени Маннона Уйгура — высшее учебное заведение в Ташкенте.

## История
Институт был основан в 1945 году и был самостоятельным учебным заведением до 2012 г.
Постановлением Президента Республики Узбекистан № 1771 от 4 июля 2012 года на основе Государственного института искусств Узбекистана и Ташкентского государственного института культуры был создан Государственный институт искусств и культуры Узбекистана.

### Прежние названия
1945—1954 гг. — Ташкентский государственный институт театрального искусства (ТГИТИ) имени А. Н. Островского.
1954—1990 гг. — Ташкентский государственный театрально-художественный институт (ТГТХИ) имени А. Н. Островского. Переименован после открытия в 1954 году художественного факультета.

## Описание
Факультеты:
- Актёрское искусство
- Режиссура
- Искусствоведение
- Сценическая и экранная драматургия
- Техногенное искусство (теле-кинооператоры и звукорежиссёры)
- Театральное искусство
- Кафедра общественных наук
- Кафедра языков и литературы.

## Интересные факты
- В 1968 году в Ташкентском театрально-художественном институте возникла популярная узбекская группа «Ялла».

## Известные выпускники
Среди выпускников — признанные в советское время, а также нынешние деятели искусство (артисты, режиссёры, скульпторы, художники и др.). Некоторым из них было присвоено звание «Народный артист СССР».